# الدوري السلوفيني لكرة القدم 1961–62
الدوري السلوفيني لكرة القدم 1961–62 هو موسم من الدوري السلوفيني لكرة القدم ‏. فاز فيه نادي ليوبليانا الأولمبي لكرة القدم ‏.